# День хрещення Русі (Росія)
День хрещення Русі — державна пам'ятна дата Російської Федерації, законодавчо встановлена 31 травня 2010 року в пам'ять про хрещення Русі, що відбулося 988 року.
Відзначається щорічно 28 липня, як день пам'яті святого рівноапостольного великого князя Володимира — хрестителя Русі (28 липня за новоюліанським та григоріанським календарями). Як і всі пам'ятні дати в Росії, День хрещення Русі не є вихідним днем.
День хрещення Русі закріплений в законодавстві Російської Федерації «як пам'ятна дата важливої історичної події, яка здійснила значний вплив на суспільний, духовний і культурний розвиток народів Росії й на зміцнення російської державності».

## Історія встановлення пам'ятної дати
27 червня 2008 року, в рік святкування 1020-річчя Хрещення Русі-України, від імені Архієрейського собору Російської православної церкви Святійший патріарх Московський і всієї Русі Алексій II звернувся з посланням до президента Російської Федерації Дмитра Медведєва з пропозицією:
«…З огляду на значимість для народів Росії, України і Білорусії Хрещення Русі, яке визначило їх історичний шлях, Собор вважає, що день пам'яті святого рівноапостольного князя Володимира, хрестителя Русі, міг би відзначатися в Росії як державне свято…»

Президентом Російської Федерації Дмитром Медведєвим і 27 серпня 2009 року головою Уряду Російської Федерації Володимиром Путіним були підготовлені доручення про розроблення законопроєкту для встановлення пам'ятної дати — Дня хрещення Русі.
16 лютого 2010 року повідомлялося, що Міністерством культури Росії за дорученням президента РФ і голови Уряду РФ розроблений і внесений на розгляд президії Уряду Росії проєкт Федерального закону «Про внесення зміни до статті 1.1 Федерального закону Російської Федерації від 13 березня 1995 року № 32-ФЗ „Про дні військової слави й пам'ятні дати Росії“» .
21 травня 2010 року законопроєкт, який передбачає відповідне доповнення до чинного федерального закону «Про дні військової слави і пам'ятні дати Росії», був прийнятий в останньому, третьому читанні Державною думою Росії, а 26 травня того ж року схвалений Радою Федерації .
31 травня 2010 року президент Російської Федерації Дмитро Медведєв підписав Федеральний закон № 105-ФЗ «Про внесення зміни до статті 1.1 Федерального закону Російської Федерації від 13 березня 1995 року № 32-ФЗ „Про дні військової слави й пам'ятні дати Росії“», згідно якого в Росії встановлена нова пам'ятна дата — 28 липня — «День хрещення Русі».

## Суспільна реакція
21 травня 2010 року представники різних конфесій Росії повідомили, що «мусульмани і буддисти Росії підтримують рішення Держдуми надати Дню Хрещення Русі державний статус».
З цього питання заступник голови Ради муфтіїв Росії (СМР) Дамір Гізатуллін сказав:
«Я думаю, що для наших братів-християн це радісна подія. Ми підтримуємо ці ініціативи.»

Постійний представник Буддійської традиційної сангхи Росії в Москві Санжей-лама заявив також:
 «Я думаю, що така дата повинна бути»